# Università di Tubinga
L'Università di Tubinga, chiamata per esteso Università Eberhard Karl di Tubinga (in tedesco: Eberhard-Karls-Universität Tübingen, qualche volta chiamata in latino Eberhardina Carolina) è una università pubblica della città di Tubinga, nel Baden-Württemberg in Germania. Tubinga è una delle cinque "città universitarie classiche" tedesche, insieme a Friburgo, Heidelberg, Gottinga e Marburgo.

## Storia
È una delle università più antiche della Germania, fondata nel 1477 da Eberardo V di Württemberg; è fra le più importanti a livello internazionale per gli studi di medicina, scienze naturali, scienze umane. Specialmente per gli studi germanici (Germanistik) è la prima università per importanza. Attualmente conta circa 28 500 studenti.
Tra gli ex allievi dell'Università si trovano due presidenti, numerosi ministri e commissari della Repubblica federale tedesca, e un gran numero di giudici della Corte costituzionale federale tedesca. Un totale di undici premi Nobel per la medicina, chimica e fisica sono associati all'Università di Tubinga. Il più grande rappresentante della filosofia tedesca e uno dei più grandi della filosofia occidentale, Friedrich Hegel, studiò in questa università dal 1788 al 1793.                 Dal 1960 al 1966 vi insegnò Teologia Dogmatica l'allora Joseph Ratzinger, futuro Papa Benedetto XVI.